# 장하나 (1977년)
장하나(張하나, 1977년 6월 19일 ~ )는 대한민국의 정치인이며 제19대 국회의원이다.

## 학력
- 제주교육대학교 부설초등학교
- 제주여자중학교
- 제주여자고등학교
- 연세대학교 사회학 및 철학 학사

## 경력
- 제19대 국회의원
- 새정치민주연합 정책위원회 부의장
- 민주당 청년담당 원내부대표
- 민주통합당 최고위원

## 수상
- 2013년 경제정의실천시민연합 선정 국정감사 우수의원

## 관련 논쟁

### 청년고용촉진특별법 역차별 논란
2013년에 청년고용촉진특별법 개정안을 공동발의하였다. 이로 인해 역차별 논란이 일었다. 2013년 4월 30일 개정안이 통과되었는데, 권고사항으로 되어있던 공공기관 및 지방 공기업의 청년 미취업자(15세 이상 29세 이하) 고용을 의무화해 청년 실업을 해소하자는 취지에서 개정되었다. 하지만 법안이 통과되자마자 30대 미취업자들이 역차별이라고 강하게 반발했다. 청년 고용을 의무화하면 30세 이상 미취업자들은 불이익을 볼 수밖에 없다는 주장이 제기된 것이다. 이후, 청년의 범위를 15세 이상 39세 이하로 확대하는 개정안을 다시 발의했다.

### 박근혜 대통령 사퇴 요구
2013년 12월 8일, 대선이 부정 선거라고 주장하며 현직 의원 최초로 박근혜 대통령의 사퇴를 요구했다.
새누리당은 대통령과 유권자를 모독하는 망언이라고 비판했고, 정홍원 총리도 유감을 표명했다. 새정치민주연합은 개인 의견이라고 일축하였다.

## 역대 선거 결과
|  | 34.24% |

|  | 36.45% |

## 같이 보기
- 대한민국 제19대 국회의원 선거 민주통합당 후보 목록#비례대표